# 77136 Менділло
77136 Менділло (77136 Mendillo) — астероїд головного поясу, відкритий 26 лютого 2001 року.
Тіссеранів параметр щодо Юпітера — 3,543.